# مقرن (استان وادی)
مقرن (به عربی: المقرن) یک شهرداری در الجزایر است که در ناحیه المقرن واقع شده‌است. مقرن ۲۴٬۵۷۷ نفر جمعیت دارد و ۴۶ متر بالاتر از سطح دریا واقع شده‌است.